# José Iraragorri
José Iraragorri Ealo, noto anche con lo pseudonimo di Chato (Galdakao, 16 marzo 1912 – Galdakao, 27 aprile 1983), è stato un calciatore spagnolo, di ruolo attaccante.

## Carriera
Fu un importante goleador dell'Athletic Bilbao, con cui vinse quattro campionati ed altrettante Coppe di Spagna. Dopo una breve parentesi in Argentina, tornò a Bilbao, dove ricoprì il ruolo di allenatore, vincendo un'altra coppa del Re. Con la Nazionale di calcio della Spagna disputò sette partite, scendendo in campo anche nel Campionato mondiale di calcio 1934.

## Palmarès

### Giocatore

#### Club

##### Competizioni nazionali
- Campionato spagnolo: 4

Athletic Bilbao: 1929-1930, 1930-1931, 1933-1934 e 1935-1936
- Coppa di Spagna: 4

Athletic Bilbao: 1930, 1931, 1932 e 1933

### Allenatore

#### Club

##### Competizioni nazionali
- Coppa di Spagna: 1

Athletic Bilbao: 1949-1950